# Indian Rationalist Association
Die Indian Rationalist Association ist eine private Organisation in Indien mit 100.000 Mitgliedern. Die Organisation setzt sich für Wissenschaft und Skeptisches Denken ein. Sie publiziert Bücher und Magazine und organisiert Seminare. Im Fernsehen und in Printmedien nimmt sie Stellung zum Thema Aberglaube und Pseudowissenschaft.
Die Indian Rationalist Association wurde 1949 in Chennai gegründet. Gründungspräsident war Raghunath Purushottam Paranjpye. Derzeitiger Präsident ist Sanal Edamaruku. Die Indian Rationalist Association hat Zweigstellen in verschiedenen Bundesstaaten Indiens, die Zentrale ist in New Delhi.
1995–2005 war Joseph Edamaruku der Präsident; danach sein Sohn Sanal Edamaruku.